# Dolmen del Coll del Brau
El Dolmen del Coll del Brau és un dolmen
del terme comunal de Banyuls de la Marenda, de la comarca del Rosselló, a la Catalunya del Nord.
Està situat a 463,4 m alt a la zona de muntanya del terme de Banyuls de la Marenda, al sud del Bosc Negre, al peu del camí que puja cap al Coll d'en Barret.